# Stretching Out
Stretching Out è un album dell'ottetto di Bob Brookmeyer pubblicato nel 1959 dalla United Artists Records.
Il disco fu registrato a New York il 27 dicembre del 1958.

## Tracce
Lato A
1. Stretchin' Out – 6:07 (Bob Brookmeyer)
2. Now Will You Be Good – 5:27 (Pease, Terke, Jentes)
3. Pennies from Heaven – 6:14 (Arthur Johnston, Johnny Burke)

Lato B
1. King Porter – 4:37 (Morton, Burke, Robbins)
2. Ain't Misbehavin' – 6:52 (Fats Waller, Andy Razaf, Harry Brooks)
3. Bee Kay – 6:38 (Bill Potts)

## Musicisti
- Bob Brookmeyer - trombone a pistoni
- Zoot Sims - sassofono tenore
- Al Cohn - sassofono tenore e baritono
- Harry Edison - tromba
- Hank Jones - pianoforte
- Freddie Green - chitarra
- Eddie Jones - contrabbasso
- Charlie Persip - batteria